# Pyrgulopsis trivialis
The three forks springsnail (Pyrgulopsis trivialis) là một loài động vật chân bụng thuộc họ Hydrobiidae. Đây là loài đặc hữu của Hoa Kỳ.